# Географический факультет МПГУ
Географический факультет МПГУ — учебно-научное подразделение в составе Московского педагогического государственного университета, берущее своё начало с 1934 года.

## История
На Московских высших женских курсах преподавание географии велось с первых же лет.
К 1917 году цикл географо-геологических наук стали изучать многие курсистки, что побудило совет физико-математического факультета высказаться за целесообразность открытия специального географического отделения. В том же году было открыто географическое отделение на физико-математическом факультете.
Биолого-географическое отделение было открыто на педагогическом факультете 2-го МГУ в октябре 1921 г.
С 1930 г. после преобразования 2-го МГУ в МГПИ начало действовать географическое отделение, а с переходом в 1934 г. на факультетскую систему был образован географический факультет, первым деканом которого стал профессор Р. М. Кабо.

## Структура
На факультете работают шесть кафедр, учебно-научный центр геологии и геохимии ландшафта, лаборатория геологии и геохимии ландшафта и библиотека географического факультета.
| Кафедра                                                                      | Заведующий кафедрой | Год основания | Этаж |
| ---------------------------------------------------------------------------- | ------------------- | ------------- | ---- |
| Туризма и межкультурной коммуникации                                         | А. С. Калякин       | 1972          | 2    |
| Физической географии и геоэкологии                                           | В. А. Кошевой       | 1925          | 3    |
| Экономической и социальной географии имени академика РАО В. П. Максаковского | А. Лобжанидзе       | 1925          | 4    |
| Методики и преподавания географии                                            | Е. А. Таможняя      | 1943-1944     | 4    |
| Геологии и геохимии ландшафта                                                | Е. А. Фураев        | 1925          | 5    |
| Экологии и природопользования                                                | В. И. Ерошенко      | 2004          | 5    |

На факультете хранится обширная геолого-минералогическая коллекция, которую содержат сотрудники кафедры геологии и геохимии ландшафта. Эта коллекция заложена в 1905—1914 годах и содержит около 4000 экземпляров минералов, горных пород и палеонтологических остатков. На сайте кафедры представлена электронная экспозиция некоторых музейных образцов.

## Обучение на факультете
Направления подготовки бакалавров и магистров разделены на педагогические, общенаучные и туристские. Педагогические направления обычно имеют два профиля подготовки. Например, география и один иностранный язык (английский, испанский и китайский) или экология. Общенаучные направления больше связаны с экологией и природопользованием. 
Основная часть занятий проходит в здании факультета на улице Кибальчича, д. 16. Некоторые занятия проводят в зданиях соседнего Института биологии и химии и в здании Института математики и информатики. 
На І—ІІІ курсах обучения проводят выездные полевые практики по естественнонаучным предметам (например, по общей геологии, почвоведению, климатологии и биоразнообразию) и социально-экономической географии. Часть практик разделены зимние и летние. В доковидное время некоторые полевые практики проводили на учебных базах факультета в Тарусе и Лазинках. Студенты педагогических направлений отдельно проходят педагогические практики. 
На последнем курсе все студенты проходят производственную практику. 

## Преподаватели
На факультете работают 62 преподавателя. Из них 9 докторов наук и 30 кандидатов наук.
На факультете работали или работают авторы школьных и вузовских стандартов образования по географии, программ, учебников и учебных пособий: академик РАО, лауреат Государственных премий и Премии Президента России в области образования, доктор географических наук, профессор В. П. Максаковский (1924—2015); лауреат Государственной премии, Почетный работник высшего профессионального образования России, доктор географических наук, профессор С. Н. Раковский; и. о. заведующего кафедрой геологии и геохимии ландшафтов, академик РЭА, заслуженный деятель науки Российской Федерации, лауреат Золотой медали им. В. И. Вернадского, доктор географических наук, профессор В. В. Добровольский; Почетный работник высшего профессионального образования России, доктор географических наук, член-корреспондент РАО, профессор В. П. Дронов; кандидат географический наук, доктор педагогических наук, профессор А. А. Лобжанидзе; кандидат педагогических наук, профессор И. В. Душина; кандидат географических наук, профессор В. Я. Ром; кандидат географических наук, профессор Э. М. Раковская; кандидат географических наук, профессор Н. Н. Родзевич; заведующий кафедрой физической географии и геоэкологии, кандидат географических наук, доцент В. А. Кошевой; доцент Е. Н. Шкляревская.

## Научно-исследовательская работа по следующим направлениям
«Биогеохимия рассеянных металлов и геохимии ландшафтов» — развивается на кафедре геологии и геохимии ландшафтов с 1960 г. под руководством заслуженного деятеля науки РФ, доктора географических наук, лауреата премии Правительства РФ в области образования, академика Российской экологической академии, профессора В. В. Добровольского.
«Методика преподавания географии в педагогическом вузе и методика обучения географии в общеобразовательных учреждениях» — разрабатывается на кафедре методики преподавания географии.
«Социально-экономическая география» — развивается на кафедре экономической и социальной географии с 1925 г.
«Геоэкологические исследования и геоэкологическое образование» — развивается на кафедре физической географии и геоэкологии с 1966 года.
«Теоретические и прикладные ландшафтные исследования» — развивается на кафедре физической географии и геоэкологии с 1957 г..
Ранее на факультете работали 2 диссертационных совета, принимавших к защите кандидатские и докторские диссертации по специальностям: экономическая, социальная и политическая география, физическая география и биогеография, география почв и геохимия ландшафта, теория и методика обучения и воспитания (география). На сегодняшний день защиты диссертаций не проводятся.

## Известные преподаватели и выпускники
В разные годы на факультете работали известные географы и педагоги:
В. И. Вернадский, Д. Н. Анучин, Н. Н. Баранский, С. В. Бернштейн-Коган, А. А. Рыбников, А. С. Барков, В. А. Варсонофьева, И. С. Звавич, А. А. Крубер, А. А. Половинкин, Ю. Г. Саушкин, Н. П. Никитин, В. Г. Эрдели, М. Г. Соловьёва, К. В. Пашканг, В. В. Добровольский, В. П. Максаковский, В. Я. Ром и другие.
Категория:Выпускники географического факультета МПГУ